# Championnats d'Europe de biathlon 2002
Navigation
Édition précédente Édition suivante
Les championnats d'Europe de biathlon 2002, neuvième édition des championnats d'Europe de biathlon, ont lieu du 6 au 10 mars 2002 à Kontiolahti, en Finlande.
| Date    | Hommes     | Femme      |
| ------- | ---------- | ---------- |
| 6 Mars  | Sprint     | Sprint     |
| 7 Mars  | Poursuite  | Poursuite  |
| 9 Mars  | Individuel | Individuel |
| 10 Mars | Relais     | Relais     |

## Tableau des médailles
| Rang  | Pays               | Or | Argent | Bronze | Ensemble |
| ----- | ------------------ | -- | ------ | ------ | -------- |
| 1     | Allemagne          | 5  | 5      | 4      | 14       |
| 2     | Russie             | 5  | 3      | 1      | 9        |
| 3     | Lettonie           | 2  | 0      | 4      | 6        |
| 4     | République tchèque | 2  | 0      | 1      | 3        |
| 5     | Bulgarie           | 1  | 2      | 0      | 3        |
| 6     | Ukraine            | 1  | 1      | 1      | 3        |
| 7     | Slovaquie          | 0  | 3      | 1      | 4        |
| 8     | Pologne            | 0  | 1      | 1      | 2        |
| 9     | Norvège            | 0  | 0      | 1      | 1        |
| Total | Total              | 16 | 15     | 14     | 45       |

| Rang  | Athlètes multi-médaillés | Or | Argent | Bronze | Ensemble |
| ----- | ------------------------ | -- | ------ | ------ | -------- |
| 1     | Irina Malguina           | 2  | 2      | 0      | 4        |
| 2     | Oļegs Maļuhins           | 2  | 0      | 1      | 3        |
| 3     | Carsten Heymann          | 1  | 2      | 0      | 3        |
| "     | Radka Popova             | 1  | 2      | 0      | 3        |
| 5     | Tomasz Sikora            | 0  | 1      | 1      | 2        |
| Total | Total                    | 6  | 7      | 2      | 15       |

## Résultats et podiums

### Hommes
| Épreuves   | Or                                                                              | Argent                                                                            | Bronze                                                                       |
| ---------- | ------------------------------------------------------------------------------- | --------------------------------------------------------------------------------- | ---------------------------------------------------------------------------- |
| Individuel | Andriy Deryzemlya                                                               | Tomasz Sikora                                                                     | Wojciech Kozub                                                               |
| Sprint     | Oļegs Maļuhins                                                                  | Carsten Heymann                                                                   | Tomasz Sikora                                                                |
| Poursuite  | Oļegs Maļuhins                                                                  | Carsten Heymann                                                                   | Ilmārs Bricis                                                                |
| Relais     | Allemagne - Daniel Graf - Carsten Heymann - Andreas Stitzl - Andreas Birnbacher | Ukraine - Ruslan Lysenko - Oleksandr Bilanenko - Roman Pryma - Vyacheslav Derkach | Lettonie - Oļegs Maļuhins - Gundars Upenieks - Ilmārs Bricis - Jekabs Nakums |

### Femmes
| Épreuves   | Or                                                                        | Argent                                                                             | Bronze                                                                          |
| ---------- | ------------------------------------------------------------------------- | ---------------------------------------------------------------------------------- | ------------------------------------------------------------------------------- |
| Individuel | Radka Popova                                                              | Irina Malguina                                                                     | Irena Česneková                                                                 |
| Sprint     | Irina Malguina                                                            | Radka Popova                                                                       | Liv-Kjersti Bergman                                                             |
| Poursuite  | Irina Malguina                                                            | Radka Popova                                                                       | Olga Romasko                                                                    |
| Relais     | Allemagne - Ina Menzel - Janet Klein - Simone Hauswald - Sabrina Buchholz | Russie - Irina Malguina - Joulia Makarova - Lilia Vaiguïna-Efremova - Olga Romasko | Ukraine - Irina Merkushina - Nina Lemesh - Oksana Khvostenko - Oksana Yakovleva |